# 슈하스카리아

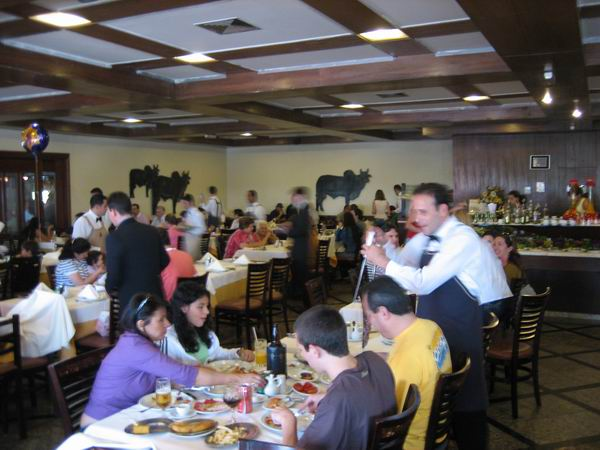
상파울루의 슈하스카리아

슈하스카리아(포르투갈어: churrascaria)는 슈하스쿠를 전문으로 하는 음식점이다. 슈하스쿠를 굽는 시설인 슈하스케이라가 딸려 있으며, 주로 호지지우 방식으로 음식을 낸다.

## 같이 보기
- 슈하스케이라
- 조리학